# Betula
Betula L., 1753 è un genere di piante della famiglia delle Betulacee, genericamente note come betulle.
Il genere comprende oltre 40 specie originarie dell'emisfero boreale.

## Etimologia
Il nome del genere è un latinismo, dal latino betulla, a sua volta d'origine gallica (cfr. *betw, bed-wen, "betulla"), collegata con bitūmen. Esiste una voce di tradizione popolare bidolla che non ha raggiunto la Toscana. Le piante del genere sono conosciute nei Paesi germanici con il nome di Birke (tedesco), birch (inglese) ecc., da una radice indoeuropea *bherəg-, "splendente, bianco" (cfr. sanscrito bhūrjah e latino fraxinus).

## Descrizione
Si tratta di alberi e arbusti di color bianco sporco e fogliame caduco che possono raggiungere i 15-30 m di altezza, foglie variamente formate e sfumate di giallo a seconda della specie o varietà. La specie più diffusa è la Betula pendula (sinonimo Betula verrucosa), da alcuni autori considerata una sottospecie o varietà di B. alba e chiamata volgarmente betulla bianca, betulla pendula o betulla d'argento, e predilige terreni acidi, poveri, sabbiosi o ciottolosi. Mentre la Betula pubescens, nota con il nome di betulla pelosa o betulla delle torbiere, dalle foglie pelose, predilige terreni paludosi o torbosi ed è di dimensioni analoghe alla B. pendula, anche se si presenta più frequentemente come alberetto o cespuglio.
Le betulle si caratterizzano per la corteccia bianca e nera dovuta alla presenza di granuli di betulina. Sono dotate di una notevole rusticità, sono resistenti a condizioni ambientali avverse,  quali geli improvvisi e prolungati e lunghi periodi di siccità; sono diffuse nelle regioni del Picetum, Fagetum e Castanetum, ma si spingono anche nelle zone superiori e inferiori.

## Simbiosi radicale
Come altri generi appartenenti alla famiglia, per esempio alcune specie di Alnus (ontano), le betulle sono interessate a una simbiosi radicale, realizzate da attinomiceti del genere Frankia, a funzione azotofissatrice. Tale simbiosi fornisce un enorme vantaggio per la pianta, che quindi riesce a vivere in luoghi molto poveri di risorse.

## Distribuzione e habitat
Il genere Betula è distribuito prevalentemente nelle zone temperate e boreali dell'emisfero nord. Sono piante eliofile e pioniere che rapidamente occupano aree scoperte dopo gli incendi o il taglio. Possono formare boschi puri o presentarsi in gruppi ed elementi isolati.

## Avversità
Nonostante sia attaccata da innumerevoli parassiti animali e vegetali subisce danni limitati, mentre subisce attacchi di una certa gravità solo in condizioni particolari.

## Riproduzione
Si moltiplica naturalmente per seme, per talea dei polloni.

## Usi
Fin dal Paleolitico medio la pece di betulla fu largamente utilizzata dagli Uomini di Neanderthal come adesivo. Uno studio del 2019 ha dimostrato come queste prime produzioni di pece fossero realizzate attraverso una tecnica relativamente semplice, utilizzando dei focolari a cielo aperto.
Le betulle vengono coltivate come piante ornamentali per l'eleganza del fogliame e il fusto dalla corteccia bianca-opaca maculata di nero, in parchi o giardini, su terreni sciolti e freschi. In silvicoltura vengono utilizzate per consolidare frane, detriti di falda o per il rimboschimento di pascoli e cedui.
Nell'arboricoltura da legno viene coltivata a fustaia con turni di 40-50 anni, o più raramente a ceduo per la produzione del legname usato nell'industria del mobile. Viene anche coltivata per le proprietà officinali e medicinali.
In erboristeria l'estratto idro-alcolico di betulla è dotato di potente azione diuretica, drenante linfatica, antisettica delle vie urinarie e anti-infiammatoria. Questo grazie al suo contenuto di saponine triterpeniche (fino al 3-4%), di glucosidi flavonici (iperoside, quercitrina, rutina) e di polisaccaridi (metilpentosani), che cooperano globalmente a un effetto drenante dei liquidi in eccesso, delle scorie azotate (specie acido urico) e di abbassamento del colesterolo ematico. Per tale motivo trova impiego in preparazioni erboristiche e cosmetiche contro la cellulite.
L'acido betulinico, estratto dalla corteccia della betulla e da molti altri vegetali, e alcuni suoi derivati maggiormente idrosolubili in vitro sono citotossici per cellule di neuroblastoma, melanoma, medulloblastoma e sarcoma di Ewing.

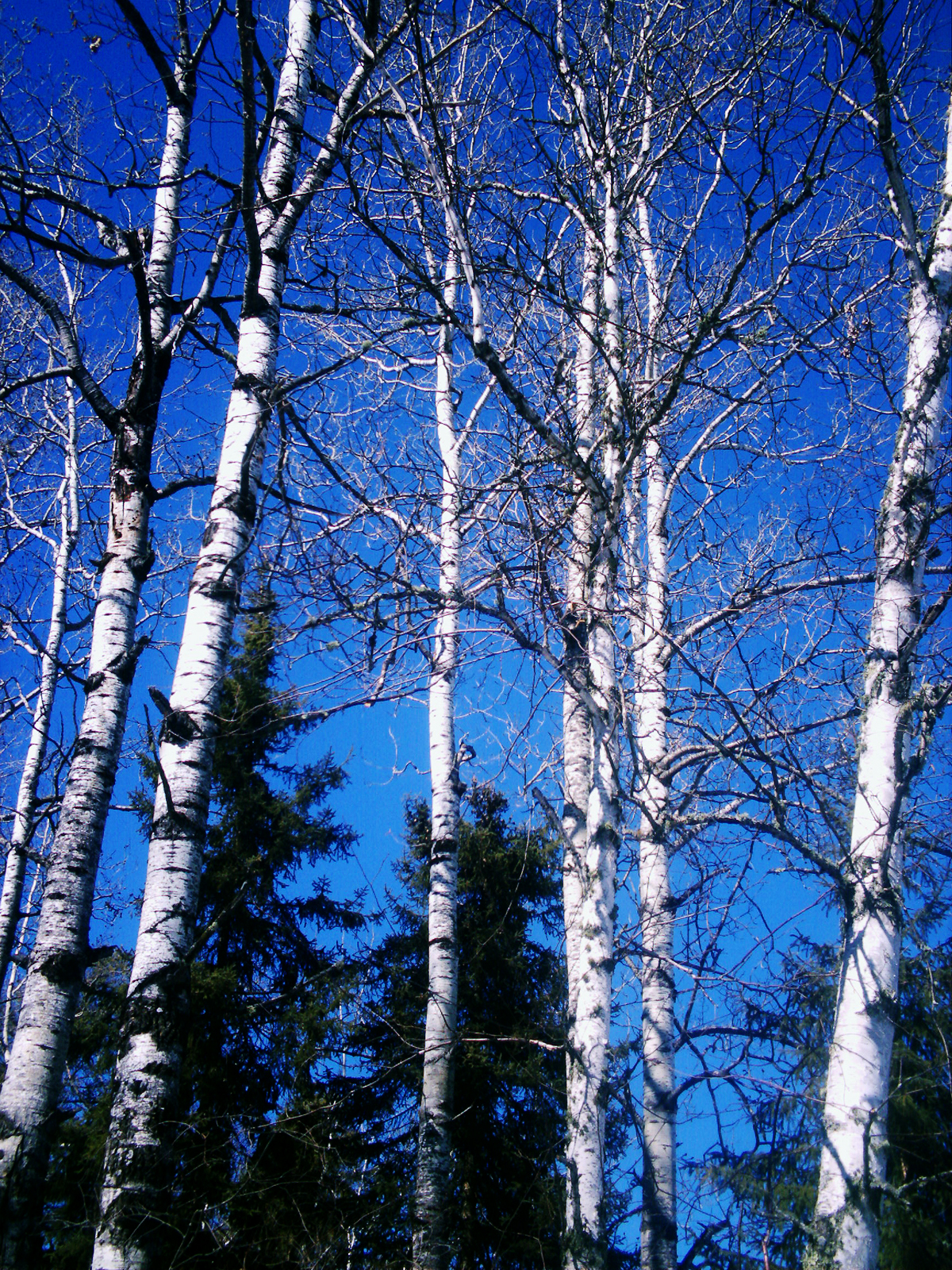
Betulle.